# 音声検索
音声検索（おんせいけんさく, Voice search）は、長時間の音声ファイル（音声データ）の中からキーワードを用いて該当する部分を検索するための技術。テキスト検索エンジンでは検索できない音声や動画の一部分を見つけ出すために利用される。

## 音声検索ソフトウェア
- デジタルテクノロジー
  - 音声検索サーバ DTC-VSearch
- ボイザー
  - VOISER（ボイザー）

- メディアドライブ株式会社
  - CrossMediator Basic

- Adobe
  - ADOBE PREMIERE PRO CS4（スピーチ検索機能）

- ANIMO（アニモ）
  - VoiceTracking-KeywordFinder

- NEC
  - VoiceSearch(PDF)